# Эфавиренз
Эфавиренз (EFV) — антиретровирусный препарат для лечения и профилактики ВИЧ/СПИДа. Продаётся под торговой маркой Sustiva. Обычно применяется совместно с другими антиретровирусными препаратами. Также применяется для постконтактной профилактики после потенциального контакта с ВИЧ. Продается отдельно и в качестве комбинированного препарата эфавиренз/эмтрицитабин/тенофовир. Принимается внутрь.
Общие побочные эффекты включают сыпь, тошноту, головную боль, чувство усталости и проблемы со сном. Некоторые из высыпаний могут быть серьезными, например синдром Стивенса-Джонсона. Другие серьезные побочные эффекты включают депрессию,  суицидальную идеацию, проблемы с печенью и эпилептический приступ. Применение препарата небезопасно для использования во время беременности.
Эфавиренз – ненуклеозидный ингибитор обратной транскриптазы (NNRTI), который блокирует функцию обратной транскриптазы.
Эфавиренз был одобрен для медицинского применения в США в 1998 году и в Европейском союзе в 1999 году. Он включен в Примерный перечень ВОЗ основных лекарственных средств. По состоянию на 2016 год он доступен как дженерик .

## История
Эфавиренз был одобрен  Управлением по санитарному надзору за качеством пищевых продуктов и медикаментов (FDA) 21 сентября 1998 года.
17 февраля 2016 г. FDA одобрило общий состав таблеток, который будет производить фармацевтическая компания Mylan .
В конце 2018 года Государственная фармацевтическая организация Таиланда (GPO) объявила, что будет производить эфавиренз после получения одобрения со стороны ВОЗ. Кодовое название эфавиренза – DMP 266, была открыта Du pont Pharma. Европейские страны получили лицензию на производство эфавиренза в мае 1999 года.

## Медицинское использование
В отношении ВИЧ-инфекции, которая ранее не лечилась, Группа экспертов по антиретровирусным препаратам Министерства здравоохранения и социальных служб США рекомендует использовать эфавиренз в сочетании с Тенофовир/эмтрицитабин (Трувада) в качестве одной из предпочтительных схем лечения на основе NNRTI у взрослых, подростков и детей.
Эфавиренз также используется в сочетании с другими антиретровирусными препаратами в рамках расширенного режима постконтактной профилактики для снижения риска заражения ВИЧ у людей, подвергающихся значительному риску (например, уколы иглой, некоторые виды незащищенного секса и т. д.) .

### Беременность и кормление грудью
Эфавиренз безопасен для использования в первом триместре беременности. Эфавиренз  роникает в грудное молоко, и младенцы, находящиеся на грудном вскармливании, могут подвергаться воздействию эфавиренза.

## Противопоказания
Людям, которые принимали данное лекарство раньше и у которых возникла аллергическая реакция, следует избегать приема дополнительных доз эфавиренза. Реакции гиперчувствительности включают синдром Стивена-Джонсона, токсические кожные высыпания и многоформную эритему.

## Побочные эффекты
Психоневрологические эффекты являются наиболее частыми побочными эффектами и включают нарушение сна (включая кошмары, бессонницу, нарушение сна и дневную усталость), головокружение, головные боли, помутнение зрения, тревогу и когнитивные нарушения (включая усталость, спутанность сознания, проблемы с памятью и концентрацией), и депрессия, включая суицидальные мысли . Некоторые люди испытывают эйфорию.
Могут возникнуть сыпь и тошнота.
Использование эфавиренза может дать ложноположительный результат в некоторых анализах мочи на марихуану .
Эфавиренз может удлинять интервал QT, поэтому его не следует назначать людям с рисками torsades de pointes.
Эфавиренз может вызывать судороги у взрослых и детей, у которых в анамнезе были припадки.

## Лекарственные взаимодействия
Эфавиренз расщепляется в печени ферментами, принадлежащими к системе цитохрома P450, в которую входят как CYP2B6, так и CYP3A4. Эфавиренз является субстратом этих ферментов и может снизить метаболизм других лекарств, для которых требуются те же ферменты. Однако эфавиренз также индуцирует эти ферменты, что означает усиление активности фермента и повышение метаболизма других препаратов, расщепляемых CYP2B6 и CYP3A4. 
Одна группа препаратов, на которую влияет эфавиренз – это ингибиторы протеазы, которые используются при ВИЧ/СПИДе. Эфавиренз снижает уровень большинства ингибиторов протеазы в крови, включая ампренавир, атазанавир и индинавир. При пониженных уровнях ингибиторы протеазы могут быть неэффективными у людей, принимающих оба препарата, а это означает, что вирус, вызывающий ВИЧ/СПИД, не будет остановлен от репликации и может стать устойчивым к ингибитору протеазы.
Эфавиренз также влияет на противогрибковые препараты, которые используются при грибковых инфекциях, таких как инфекции мочевыводящих путей. Подобно эффекту, наблюдаемому с ингибиторами протеазы, эфавиренз снижает уровень в крови противогрибковых препаратов, таких как вориконазол, итраконазол, кетоконазол и позаконазол. В результате пониженных уровней противогрибковые препараты могут быть неэффективными у людей, принимающих оба препарата, а это означает, что грибки, вызывающие инфекцию, могут стать устойчивыми к противогрибковым препаратам.

## Механизм действия

### Анти-ВИЧ эффекты
Эфавиренз относится к классу антиретровирусных препаратов NNRTI. И нуклеозидные, и ненуклеозидные RTI ингибируют одну и ту же мишень, фермент обратной транскриптазы, важный вирусный фермент, который транскрибирует вирусную РНК в ДНК. В отличие от нуклеозидных RTI, которые связываются с активным участком фермента, NNRTI действуют аллостерически, связываясь с отдельным участком, удаленным от активного участка, известным как карман NNRTI.
Эфавиренз не эффективен против ВИЧ-2, поскольку карман обратной транскриптазы ВИЧ-2 имеет другую структуру, которая придает внутреннюю устойчивость классу NNRTI.
Поскольку большинство NNRTI связываются в одном кармане, вирусные штаммы, устойчивые к эфавирензу, обычно также устойчивы к другим NNRTI, невирапину и делавирдину. Наиболее частой мутацией, наблюдаемой после лечения эфавирензем, является мутация K103N, которая также наблюдается при использовании других NNRTI. Ингибиторы нуклеозидной обратной транскриптазы (NNRTI) и эфавиренз имеют разные мишени связывания, поэтому перекрестная резистентность маловероятна; то же самое верно в отношении эфавиренза и ингибиторов протеазы.

### Психоневрологические эффекты
По состоянию на 2016 г. механизм нейропсихиатрических побочных эффектов эфавиренза не был ясен . Эфавиренз, по-видимому, обладает нейротоксичностью, возможно, из-за нарушения функции митохондрий, что, в свою очередь, может быть вызвано ингибированием креатинкиназы, а также, возможно, нарушением митохондриальных мембран или нарушением передачи сигналов оксида азота. Некоторые нейропсихиатрические побочные эффекты могут быть опосредованы каннабиноидными рецепторами или активностью 5-HT2A-рецептора, но эфавиренз взаимодействует со многими рецепторами ЦНС, так что это не ясно. Нейропсихиатрические побочные эффекты зависят от дозы.

## Химические свойства
Эфавиренз химически описывается как (S)-6-chloro-(cyclopropylethynyl)-1,4-dihydro-4-(trifluoromethyl)-2H-3,1-benzoxazin-2-one. Его эмпирическая формула: C14H9ClF3NO2. 
Эфавиренз представляет собой кристаллический порошок от белого до слегка розового цвета с молекулярной массой 315,68 г / моль. Практически не растворяется в воде (<10 мкг / мл).

## Общество и культура

### Информация о ценах
В июле 2016 г. месячная поставка таблеток по 600 мг стоило примерно $1010. В 2007 году фармацевтическая компания Мерк и Ко предоставляла эфавиренз в некоторые развивающиеся страны и страны, в значительной степени затронутые ВИЧ, по цене около $0,65 в день. Некоторые развивающиеся страны сделали выбор в пользу приобретения индийских дженериков.
По состоянию на июнь 2012 года в Таиланде месячный запас Эфавиренза + Трувада стоил 2900 бат ($90), и существовала социальная программа для пациентов, которые не могли позволить себе это лекарство. С 2018 года Таиланд производит эфавиренз для внутреннего рынка. Продукт Государственной фармацевтической организации стоит 180 бат за флакон с тридцатью таблетками по 600 мг. Импортированная версия препарата в Таиланде продается по цене более 1000 бат за флакон. В 2018 году GPO направило 2,5% своих производственных мощностей на производство 42 миллионов таблеток эфавиренза, что позволит ему обслуживать как внутренний, так и экспортный рынки. Только на Филиппинах было заказано около 300 000 бутылок эфавиренза за 51 миллион бат .
В Южной Африке гиганту дженериков Aspen Pharmacare была выдана лицензия на производство и распространение в странах Африки к югу от Сахары экономичного антиретровирусного препарата.

### Рекреационное использование
Злоупотребление эфавирензем путем измельчения и курения таблеток для предполагаемых галлюциногенных и диссоциативных эффектов было зарегистрировано в Южной Африке, где он используется в смеси, известной как whoonga и nyaope   .

### Бренды
По состоянию на 2016 год эфавиренз продается в различных юрисдикциях под торговыми марками: Adiva, Avifanz, Efamat, Efatec, Efavir, Efavirenz, Efcure, Eferven, Efrin, Erige, Estiva, Evirenz, Filginase, Stocrin, Sulfina V, Sustiva, Virorrever, and Zuletel.
По состоянию на 2016 год комбинация эфавиренза, тенофовира и эмтрицитабина продается в различных юрисдикциях под торговыми марками Atripla, Atroiza, Citenvir, Oditec, Teevir, Trustiva, Viraday, and Vonavir.
С 2016 года комбинация эфавиренза, тенофовира и ламивудина продается под торговой маркой Eflaten.